# Louis Cattiaux

Divinite; Öl auf Leinwand

Louis-Ghislain Cattiaux (* 17. August 1904 in Valenciennes, Nord-Pas-de-Calais; † 16. Juli 1953 in Paris) war ein französischer Maler und Dichter. Er gab die Ausübung der Kunst fast ganz auf, um Die Wiedergefundene Botschaft oder die Uhr von Gottes Nacht und Tag zu schreiben. Dies ist ein spirituelles Werk, das laut Cattiaux in der Tradition von Schriftenauslegern verschiedener Kulturen steht und die „Botschaft“, d. h. die von den Auslegern überlieferte Lehre, erneuern möchte. Die Wiedergefundene Botschaft kann in moralischem, philosophischem, asketischem sowie auch in kosmogenischem, mystischem und initiierendem (hermetischem) Sinn verstanden und interpretiert werden.

## Leben
Louis Cattiaux wurde am 17. August 1904 in Valenciennes geboren. Er wuchs ohne Eltern auf und wurde von seiner großen Schwester erzogen. 1914 wurden die Geschwister in das Gebiet von Paris evakuiert und Louis wohnte fortan in der Pension Hanley. Im Jahr 1922 bereitete er seine Prüfung an der Arts et Métiers Paris Tech in Paris vor.
Cattiaux reiste 1928 als Angestellter einer Handelsfirma nach Dahomey. Er kam nach einigen Monaten in die Hauptstadt zurück, wo er sich immer mehr der Malerei widmete. Er begann, die Kunst- und Literaturzirkel der damaligen Pariser Avantgarde zu frequentieren. 1932 heiratete er Henriette Péré. Das Paar eröffnete eine Kunstgalerie mit dem Namen Gravitations zu Ehren des Dichters Jules Supervielle, die sich im Erdgeschoss der Rue Casimir Perier Nummer 3 befand und außerdem dem Paar als Wohnung diente.
1934 erschien das so genannte „Transhylismusmanifest“, unterschrieben von einer Reihe von Künstlern, unter denen sich außer Cattiaux Jean Lafont, der surrealistische Maler Pierre Ino, Erik Olson, Jean Marembert, der aus der Schweiz stammende Maler und Schriftsteller René Paresce, der surrealistische Maler und Bühnenbildner Louis Coutaud, der Bildhauer Étienne Béothy sowie die Dichter Fernand Marc, Louis de Gonzague Frick und Jules Supervielle befanden.
Ab 1936 richtete Cattiaux seine spirituelle Suche immer mehr auf die Alchemie aus, und 1938 schrieb er einen Teil der Le Message Égaré (Die Verlorene Botschaft), aus der später Le Message Retrouvé (Die Wiedergefundene Botschaft) wurde. Die ersten zwölf Kapitel der Wiedergefundenen Botschaft wurden 1946 in Paris vom Autor selbst veröffentlicht. Zu diesem Zeitpunkt begann er seine Physik und Metaphysik der Malerei zu schreiben.
Im Jahr 1947 begann sein Briefkontakt mit dem Lyriker Jean Rousselot und mit René Guénon. Dank einer Rezension des letzteren über Die Wiedergefundene Botschaft, die 1948 von der Pariser Esoterik-Zeitschrift Les Études traditionnelles gedruckt wurde, trat Louis Cattiaux in Kontakt zu Emmanuel d’Hooghvorst, Autor des Buches Der Faden der Penelope. Dieses Ereignis war der Beginn einer intensiven Beziehung zwischen den beiden sowie zu Emmanuels Bruder Charles d’Hooghvorst, den er im Mai 1949 kennenlernte. 1951 erschien der erste Artikel über Die Wiedergefundene Botschaft, geschrieben von Emmanuel d’Hooghvorst, in der schweizerischen Zeitschrift Les Cahiers trimestriels Inconnues.
Am 16. Juli 1953 starb Louis Cattiaux plötzlich an einer Krankheit. Ein Jahr später wurden seine Gedichte Poèmes Alchimiques, Tristes, Zen, d’Avant, de la Résonance, de la Connaissance vom Verlag Le Cercle du Livre publiziert. 1954 wurden auch Auszüge aus seinem Essay Physik und Metaphysik der Malerei in der schweizerischen Zeitschrift Les Cahiers trimestriels Inconnues (Nr. 9) sowie ein Artikel von Emmanuel d’Hooghvorst mit dem Titel Die prophetische Botschaft von Louis Cattiaux veröffentlicht.

## Malerei
Cattiaux malte farbenprächtige, phantastisch-surrealistische Bilder, in die christliche Symbole, Elemente der christlichen Ikonografie als auch aus dem Bilderschatz des Tarot und der Hermetik integriert sind, und in der sich Märchenfiguren und Fabelwesen tummeln, die an den Bilderkosmos eines Hieronymus Bosch erinnern.

## Physik und Metaphysik der Malerei
1946 begann Louis Cattiaux einen Essay über die Malerei. Der Titel „Physik“ soll sowohl die Maltechniken (Kapitel 1–8), als auch die weiteren Kapitel (9–24 „Metaphysik“) abdecken. Jedes Thema wird unter diesen beiden Aspekten ausgeführt, da gemäß Cattiaux  „Kunst die Vereinigung von Geduld und Fantasie, Unbesonnenheit und Geschmack, Improvisation und Ordnung, Unsichtbarem und Alltäglichem, Geist und Wertigkeit der Farbe ist“. Der Zusammenfluss von bis zur Perfektion beherrschter Technik und höchster Inspiration mache den wahren Künstler aus.

## „Die Wiedergefundene Botschaft oder die Uhr von Gottes Nacht und Tag“
Die „Wiedergefundene Botschaft“ gilt als sein Hauptwerk. 1946 veröffentlichte Cattiaux die ersten 12 Kapitel des Werks mit einem Vorwort von Lanza del Vasto. Bis zu seinem Tod 1953 folgten weitere Kapitel, die er Bücher nannte. 1956 erschien die vollständige Ausgabe mit einer Einführung von Emmanuel und Charles d’Hooghvorst beim Verlag Denoël.
Das Buch ist eine Sammlung von Aphorismen oder Sinnsprüchen, die in zwei Spalten angeordnet sind; in einigen Fällen steht ein weiterer Spruch in der Mitte. Das Buch hat 40 Kapitel, die über mehr als 15 Jahre hinweg geschrieben wurden.  Über jedem Buch stehen zwei Epigraphen, und jedes endet mit zwei Hypographen oder abschließenden Zitaten, die aus den heiligen Schriften aller Völker stammen. In den Aphorismen oder Versen, wie Cattiaux sie nannte, werden verschiedene, voneinander unabhängige Themen behandelt, die aber gleichzeitig ein einheitliches Gesamtwerk über die grundlegenden Menschheitsfragen bilden sollen. Die verwendete Sprache sticht von der anderer philosophischer Werke ab, weil Cattiaux sein Werk als inspiriert ansieht und daher Wahrheiten formulieren kann.
Wegen ihrer Eigenartigkeit ist Die Wiedergefundene Botschaft schwer einer bestimmten philosophischen oder geistigen Strömung zuzuordnen, obwohl der Autor sich der westlichen hermetischen Tradition besonders nah fühlte.